# Gabriel Jesus
Gabriel Fernando de Jesus (São Paulo, Brasil, 3 d'abril de 1997) més conegut com a Gabriel Jesus és un futbolista brasiler. Juga de davanter centre i el seu equip actual és l'Arsenal Football Club, on va arribar provinent del Palmeiras de la Sèrie A del Brasil. També juga amb la selecció absoluta del Brasil des de l'any 2016.

## Internacional

### Juvenils
Gabriel ha estat part de la selecció del Brasil a les categories juvenils sub-20 i sub-23. Va ser convocat per primera vegada el 28 de març de 2015, per l'entrenador Alexandre Gall per ser part d'un torneig amistós sub-20 a Àustria.
Va debutar amb Brasil el 13 d'abril, va ser titular per enfrontar Catar, va marcar el seu primer gol amb la selecció després d'una gran jugada individual des del mig camp. Després es va enfrontar amb Hondures, va ingressar al segon temps, va tornar a mostrar un bon nivell però van perdre 1 a 0.
El 15 de maig va ser convocat, pel nou entrenador Rogério Micale, per defensar la selecció del Brasil a la Copa Mundial Sub-20 de Nova Zelanda, li va ser assignada la samarreta número 10.
Van viatjar a Austràlia per entrenar a prop de la seu mundialista, van jugar dos partits amistosos previs a la competició oficial, en tots dos van guanyar els sud-americans 1 a 0, contra Portugal i Austràlia. Gabriel va ser titular en tots dos.
Va debutar a nivell mundial el 31 de maig de 2015, va ser el seu primer partit en una competició oficial de seleccions, va jugar com a titular contra Nigèria, al minut 4 va marcar un gol, però els africans van imposar el seu nivell i van reeixir capgirar la trobada 2 a 1 abans de la mitja hora jugada. Gabriel va brindar una assistència i el seu company Judivan va posar l'empat transitori per acabar el primer temps, finalment van reaccionar i van guanyar 4 a 2. A la segona trobada del grup, va tornar a ser titular, aquesta vegada van enfrontar Hongria i van guanyar 2 a 1 després de començar en desavantatge. En l'últim minut, va rebre una targeta groga, i com al primer partit també en va rebre una, es va perdre l'últim partit de la fase de grups, que va anar contra Corea del Nord, selecció a la qual van derrotar 3 a 0.
En vuitena de final, van enfrontar l'Uruguai, en un partit igualat en què no hi va haver cap gol, ni tampoc després d'una pròrroga. Es va passar a l'execució de penals, pel costat charrúa, va fallar el seu tir Rodrigo Amaral, després les dues seleccions van marcar. Li va quedar el cinquè penal a Gabriel, que va decidir el partit, que amb una rematada creuada va vèncer la resistència del porter Gastón Guruceaga van guanyar 5 a 4.
El 14 de juny, van jugar contra Portugal els quarts de final, novament cap selecció va empatar, també en la pròrroga, van anar a penals. Gabriel del costat brasiler, no va fallar i va reeixir el tercer gol, els europeus havien fallat dues vegades, i a la seva quarta rematada, no van poder marcarel Brasil va guanyar 3 a 1. La semifinal es va jugar el 17 de juny, Gabriel va jurgar tot el partit contra Senegal, que va derrotar amb un contundent 5 a 0.
La trobada final per al títol, va quedar aparellat amb Sèrbia. Es va dur a terme el 20 de juny davant més de 25.300 espectadors a l'Estadi North Harbour. Al minut 70 els serbis van marcar, tres minuts després Andreas Pereira va empatar el partit, ja en temps complert, l'entrenador Rogério Micale va decidir treure a Gabriel per primera vegada en el certamen. Van jugar una pròrroga, i quan faltaven dos minuts per arribar als penals, els serbis van marcar el gol definitiu i Brasil va perdre 2 a 1.
Gabriel va jugar sis partits en la Copa Mundial, tots com a titular, va marcar un gol i va brindar dues assistències, donant dos anys d'avantatge en la categoria, amb la possibilitat de ser part de la propera generació sub-20.
El 29 de juny de 2016, va ser confirmat en el planter definitiu per defensar Brasil als Jocs Olímpics.
Va jugar com a titular un amistós contra Japó, previ als Jocs Olímpic, va ser titular i van guanyar 2 a 0.
Va debutar als Jocs Olímpics de Rio de Janeiro el 4 d'agost a l'Estadi Mané Garrincha davant més de 69.300 espectadors, va jugar com a titular contra Sud-àfrica en el primer partit del grup, va tenir una clara ocasió de gol que va fallar i finalment van empatar 0 a 0.

#### Participacions en juvenils
| Competició                           | Seu          | Resultat  | Partits | Gols | Assistències |
| ------------------------------------ | ------------ | --------- | ------- | ---- | ------------ |
| Copa Mundial Sub-20 de 2015          | Nova Zelanda | Subcampió | 6       | 1    | 2            |
| Jocs Olímpics de Rio de Janeiro 2016 | Brasil       | Campió    | 6       | 3    | 0            |

### Absoluta[Cal aclariment]
El 29 d'abril de 2016 va ser reservat per primera vegada per Dunga, en un planter preliminar de la Copa Amèrica Centenari. Finalment no va ser confirmat en la llista definitiva i Brasil va quedar eliminat en la fase de grups. El 22 d'agost, després de guanyar la medalla d'or en els Jocs Olímpics, va ser citat pel nou entrenador, Tite, per les dates FIFA de setembre.
Va debutar amb la selecció el 1° de setembre, en l'Estadi Olímpic Atahualpa davant Equador, única selecció invicta en les eliminatòries. Va ser titular amb la samarreta número 9, al minut 72, va generar una jugada de perill i li van cometre una falta dins de l'àrea, per la qual cosa l'àrbitre va cobrar penal, Neymar va rematar i va marcar. Gabriel va marcar el seu primer gol amb la selecció absoluta del Brasil al minut 87, minuts després, va tornar a marcar i la trobada va finalitzar 3 a 0.

#### Participacions en absoluta
| Competició                      | Seu             | Resultat   | Partits | Gols |
| ------------------------------- | --------------- | ---------- | ------- | ---- |
| Eliminatòries per a Rússia 2018 | Amèrica del Sud | En disputa | 6       | 4    |

## Estadístiques

### Clubs
Actualitzat al 17 de novembre de 2016. Últim partit citat: Atlètic Mineiro 1 - 1 Palmeiras
| Palmeiras · Brasil                                                                                     | Campionat brasiler de futbol | 2015          | 20 | 4  | 8  | 0 | 9  | 3 | 0 | 0 | 37 | 7  |
| Palmeiras · Brasil                                                                                     | Campionat brasiler de futbol | 2016          | 25 | 12 | 12 | 5 | 2  | 0 | 5 | 4 | 44 | 21 |
| Palmeiras · Brasil                                                                                     | Total club                   | Total club    | 45 | 16 | 20 | 5 | 11 | 3 | 5 | 4 | 81 | 28 |
| Manchester City · Anglaterra                                                                           | FA Premier League            | 2016/17       | 0  | 0  | -  | - | 0  | 0 | 0 | 0 | 0  | 0  |
| Manchester City · Anglaterra                                                                           | Total club                   | Total club    | 0  | 0  | 0  | 0 | 0  | 0 | 0 | 0 | 0  | 0  |
| Total carrera                                                                                          | Total carrera                | Total carrera | 45 | 16 | 20 | 5 | 11 | 3 | 5 | 4 | 81 | 28 |
| (1)Inclosos les dades de la Copa de Brasil (2015) (2)Inclosos les dades de la Copa Libertadores (2016) |                              |               |    |    |    |   |    |   |   |   |    |    |

### Seleccions
Actualitzat al 15 de novembre de 2016.Últim partit citat: Perú 0 - 2 Brasil
| Sub-20 · Brasil                                                                   | 2014/15       | - | - | 6  | 1 | 4  | 1 | 10 | 2  |
| Sub-20 · Brasil                                                                   | Total sel.    | - | - | 6  | 1 | 4  | 1 | 10 | 2  |
| Sub-23 · Brasil                                                                   | 2015/16       | - | - | -  | - | 6  | 2 | 6  | 2  |
| Sub-23 · Brasil                                                                   | 2016/17       | - | - | 6  | 3 | 1  | 0 | 7  | 3  |
| Sub-23 · Brasil                                                                   | Total sel.    | - | - | 6  | 3 | 7  | 2 | 13 | 5  |
| Absoluta · Brasil                                                                 | 2016/17       | 6 | 4 | -  | - | 0  | 0 | 6  | 4  |
| Absoluta · Brasil                                                                 | Total sel.    | 6 | 4 | 0  | 0 | 0  | 0 | 6  | 4  |
| Total carrera                                                                     | Total carrera | 6 | 4 | 13 | 6 | 11 | 3 | 30 | 11 |
| (1)Inclosos les dades de la Copa Mundial Sub-20 (2015) i els Jocs Olímpics (2016) |               |   |   |    |   |    |   |    |    |

## Palmarès

### Títols internacionals
| Títol         | Equip                      | País   | Any  |
| ------------- | -------------------------- | ------ | ---- |
| Jocs Olímpics | Selecció sub-23 del Brasil | Brasil | 2016 |
| Copa Amèrica  | Selecció del Brasil        | Brasil | 2019 |

### Títols nacionals
| Títol              | Equip           | País       | Any     |
| ------------------ | --------------- | ---------- | ------- |
| Copa de Brasil     | S.E. Palmeiras  | Brasil     | 2015    |
| Campionat Brasiler | S.E. Palmeiras  | Brasil     | 2016    |
| Copa de la lliga   | Manchester City | Anglaterra | 2017-18 |
| Lliga anglesa      | Manchester City | Anglaterra | 2017-18 |
| Community Shield   | Manchester City | Anglaterra | 2018    |
| Copa de la lliga   | Manchester City | Anglaterra | 2018-19 |
| Lliga anglesa      | Manchester City | Anglaterra | 2018-19 |
| Copa anglesa       | Manchester City | Anglaterra | 2019    |
| Community Shield   | Manchester City | Anglaterra | 2019    |
| Copa de la lliga   | Manchester City | Anglaterra | 2019-20 |
| Copa de la lliga   | Manchester City | Anglaterra | 2020-21 |
| Lliga anglesa      | Manchester City | Anglaterra | 2020-21 |

### Distincions individuals
| Distinció                                                                            | Any  |
| ------------------------------------------------------------------------------------ | ---- |
| Prêmio Craque do Brasileirão (Jugador revelació del Campionat Brasiler)              | 2015 |
| Trofeu Mesa Rodona (Jugador revelació del Campionat Brasiler)                        | 2015 |
| Joves promeses de Brasil per a Passió Futbol (lloc 2)                                | 2016 |
| Part dels 50 millors futbolistes sub-18 del món segons mitjà Goal.com                | 2016 |
| Part dels 50 millors futbolistes sub-20 del món segons mitjà La Gazzetta dello Sport | 2016 |
| MVP del partit River Plate vs Palmeiras en la Copa Libertadores                      | 2016 |

### Altres distincions
- Campionat Paulista: 2015
- Copa Mundial Sub-20: 2015